# Horváth Dori Tamás
Horváth Dori Tamás (Süttör, 1948. december 12. – 2016. december 14.) bencés szerzetes, a győri monostor nyugalmazott perjele.

## Élete
A győri bencés gimnáziumban érettségizett. A bencés rendbe 1968-ban lépett be, később latin–orosz szakos diplomát szerzett. Tanított és diákotthoni nevelő volt Győrben, a Czuczor Gergely Bencés Gimnáziumban és Pannonhalmán. A Pannonhalmi Bencés Gimnázium igazgatója 1996–2006 között. Ezután Győrbe került házfőnöknek és igazgatónak, majd amikor a rendház függő perjelségi státuszt kapott, perjel lett.
A monostor 2012-ben független perjelséggé alakult, ekkor Tamás atyát konventuális perjellé választották, így ő vezette a 14 fős közösséget. Ebben az évben lemondott igazgatói székéről; Tóth Konstantin OSB követte az iskola élén.
2016-ban egészségi állapota miatt lemondott a perjeli tisztségről. Utóda a közösség perjeleként Sárai-Szabó Kelemen OSB lett.
Tamás atya győri igazgatóságához sok fontos, az iskola szempontjából történelmi jelentőségű döntés köthető. Ilyen például a szombati tanítás eltörlése (2006), illetve az ő vezetése alatt tért át az iskola a koedukált oktatási formára (2008-ban).